# Erste Bank Open 2021
Erste Bank Open 2021 — тенісний турнір, що проходив на кортах з твердим покриттям у місті Відень, Австрія з 25 до 31 жовтня. Належав до категорії ATP 500, був турніром серії Vienna Open 2021 року.

## Фінальна частина

### Одиночний розряд
Александр Зверєв —  Френсіс Тіафо 7–5, 6–4

### Парний розряд
Хуан Себастьян Кабаль /  Роберт Фара —  Ражів Рам /  Джо Солсбері 6–4, 6–2